# قاي فيدال
قاي فيدال (بالفرنسية: Guy Vidal)‏ (و. 1939 – 2002 م) هو صحفي، وكاتب سيناريو، وكاتب للأطفال فرنسي، ولد في مارسيليا، توفي عن عمر يناهز 63 عاماً.

## مناصب
تولى منصب رئيس تحرير
.

## وصلات خارجية
- قاي فيدال على موقع IMDb (الإنجليزية)

- قاي فيدال في قاعدة بيانات الأفلام على الإنترنت